# Nova (sistema operativo)
Nova Distribución Cubana de GNU/Linux es una distribución de GNU/Linux inicialmente basada en Gentoo (hasta la versión 2.0, de 2009, los desarrolladores cambiaron a Ubuntu a partir de la versión 2.1, en 2010), desarrollada en la Universidad de las Ciencias Informáticas por estudiantes y profesores y con la participación de miembros de otras instituciones, con razón de apoyar la migración del país a tecnologías de Software Libre y Código Abierto.

## Historia
Nova surgió en la Universidad de las Ciencias Informáticas como un proyecto de la Facultad 10 en el 2005, con el objetivo de encauzar el camino de la migración a gran escala que se pretende llevar a cabo en Cuba como parte del proceso de Informatización de la sociedad informática cubana. Según Ángel Goñi Oramas, quien presidía el proyecto en el año 2010 la idea surgió de la comunidad estudiantil, la cual recibió el apoyo de la institución universitaria. El trabajo inicial hizo que, incluso, parte del personal desarrollador debiera conciliar el sueño en los laboratorios de informática, donde se realizó la programación. El fin inicial del proyecto era insertar a Nova en los entornos predominantes en las empresas cubanas, mediante el empleo de máquinas de bajas prestaciones, y con una interfaz similar a la de Windows lo cual permitiera la familiarización con los nuevos usuarios haciendo que el aprendizaje fuese más rápido. Otro de los participantes en el proyecto, Mijail Hurtado Fedórovich declaró que una de sus metas iniciales fue la creación de los discos en vivo o live CD que permite la ejecución del sistema Nova sin instalarlo y luego una herramienta de administración de computadoras cliente ligeras y sin disco duro, denominada inicialmente Cacique y luego OSPlugger.
Luego de la presentación de las computadoras portátiles Yeelong diseñadas y producidas en la República Popular China por la empresa Lemote, el equipo desarrollador consiguió que se le donara una de ellas, adquiriendo una alianza con esta empresa. Posteriormente, en el año 2010, el equipo de desarrollo de Nova realizó otro convenio, con Gedeme Electrónica, empresa ensambladora de hardware en Cuba. Los puntos del convenio incluyeron el pase de parte del equipo desarrollador de Nova a Gedeme, el ensamblaje de 5000 equipos con arranque dual Nova-Windows y el perfeccionamiento de OSPlugger.
. El día 21 de marzo de 2013, en la Feria Informática 2013 celebrada en la Universidad de las Ciencias Informáticas, fue presentada la versión 4.0, la más reciente del sistema operativo, la cual está orientada también a los dispositivos de tecnologías más recientes y en cuyo entorno de escritorio fue eliminada la barra de tareas y se le dio un aspecto similar a Windows 7. Además, fue presentada la versión para servidores de Nova, con interfaz de administración gráfica. La página oficial del proyecto, al momento de escribir esta sección, contiene información desactualizada, pero la distribución continúa siendo desarrollada para presentar la versión Nova 5.0 durante el año 2015.

## Versiones

### Nova 1.1.2 (Baire)

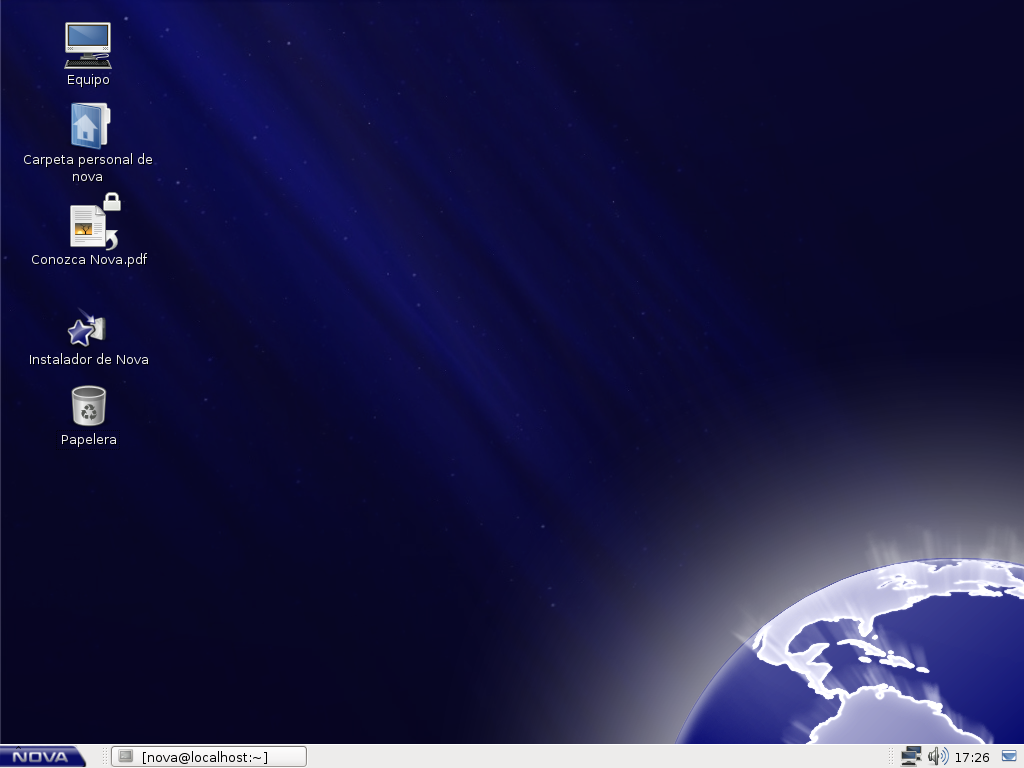
Escritorio de Nova 1.1.2 (Baire)
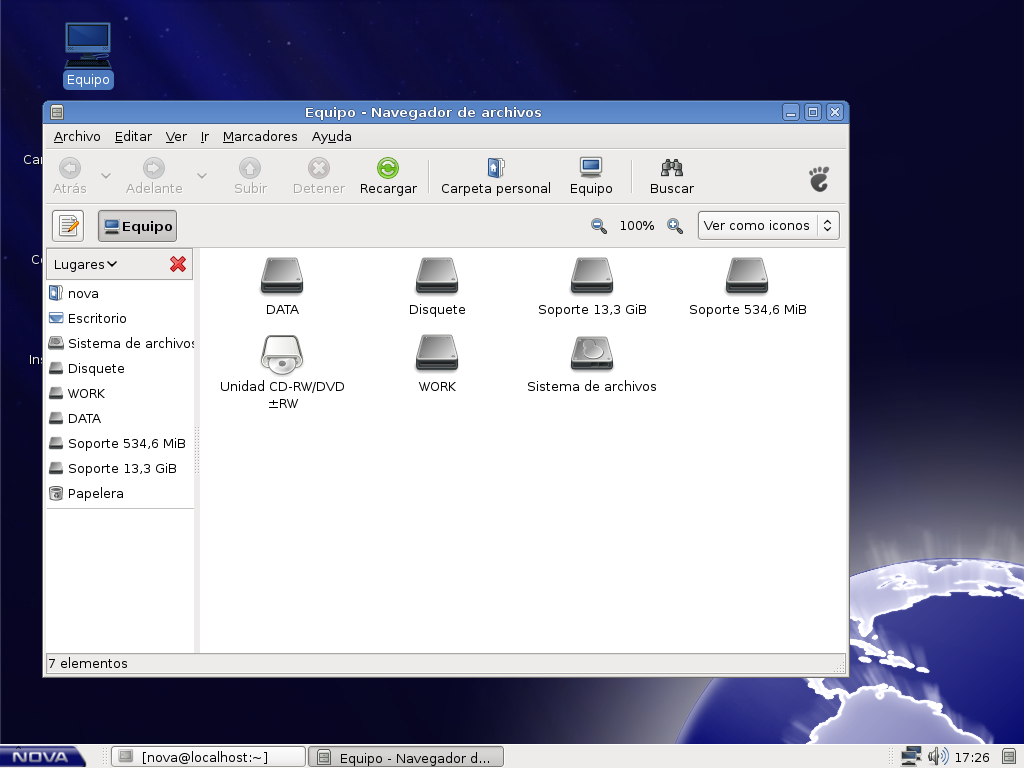
Nautilus en Nova 1.1.2 (Baire)
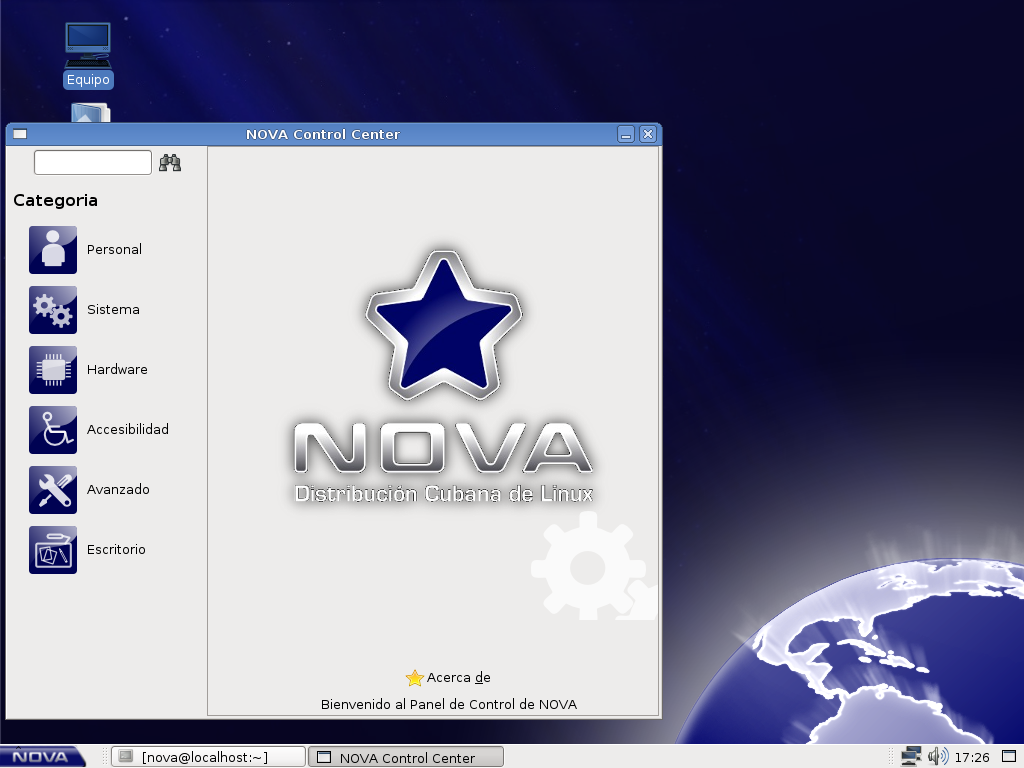
Centro de Control en Nova 1.1.2 (Baire)

Fue liberada en la "8.ª Convención y Feria Internacional Informática 2009" desarrollada en La Habana donde obtuvo una mención especial en la categoría de "Aplicaciones Informáticas".

#### Características generales
1. Ciclo de liberación anual.
2. Incluye características destacadas de otras distribuciones.
3. Incluye controladores y aplicaciones privativas.

#### Características técnicas
1. Entorno de escritorio predeterminado: GNOME, versión 2.22.
2. Gestor de paquetes: Entropy.
3. Compatible con Gentoo y Portage.
4. Integración con Dominios Windows (Active Directory).

### Nova 2.1 Desktop Edition

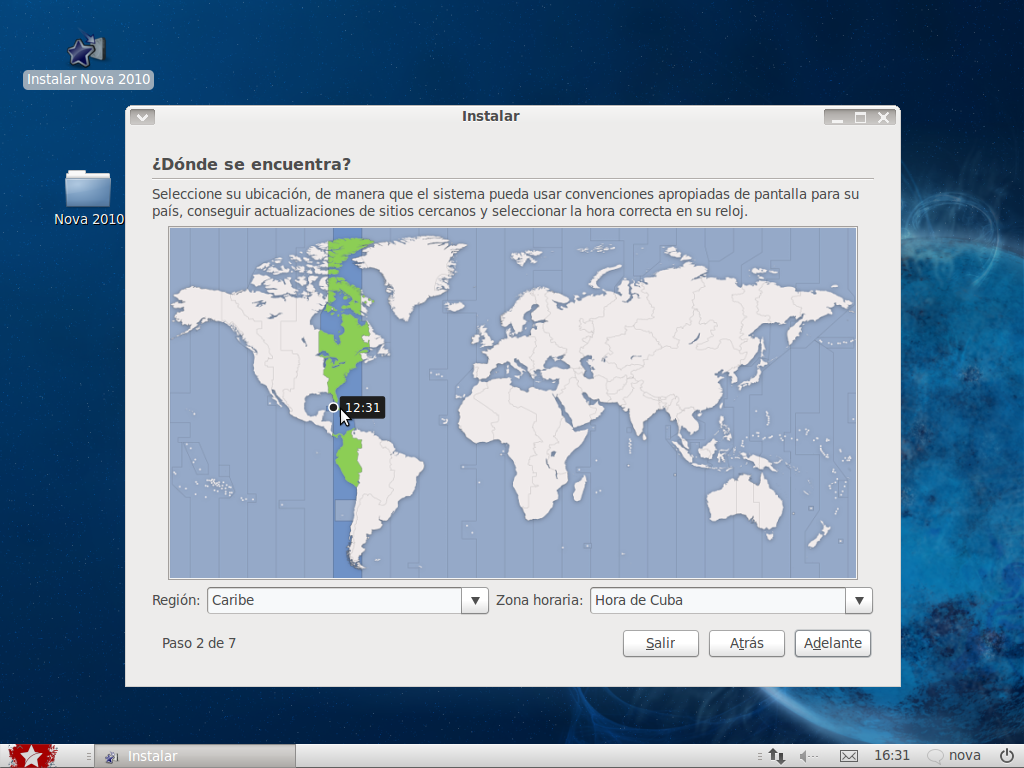
Instalando Nova 2.1
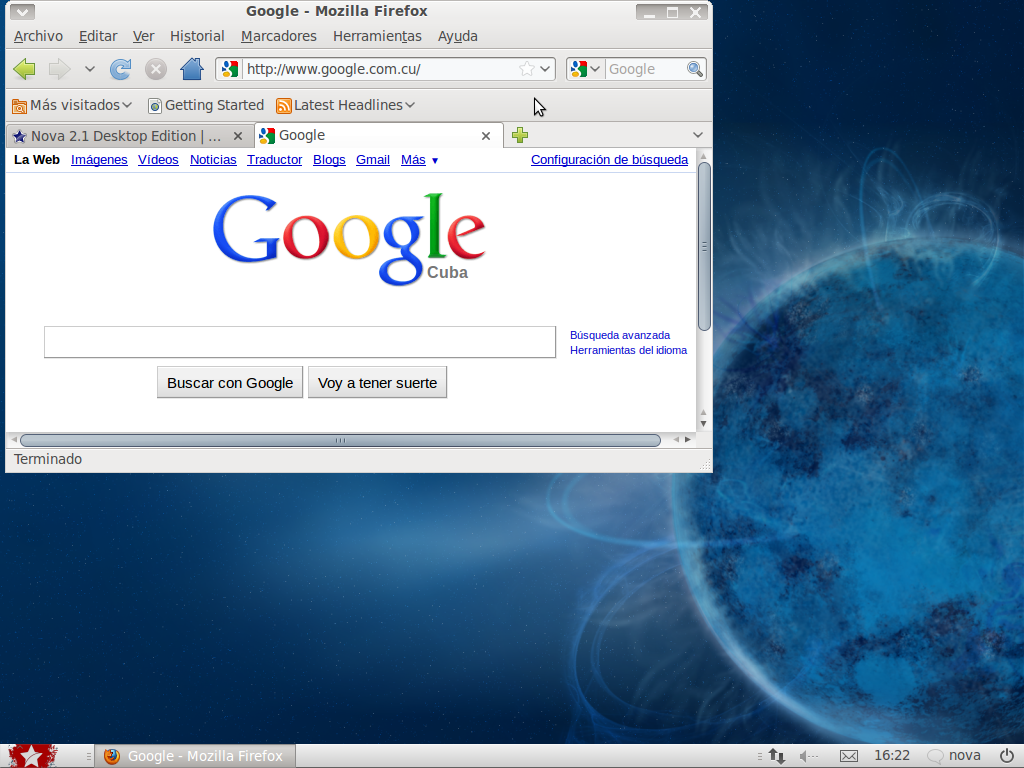
Firefox en Nova 2.1
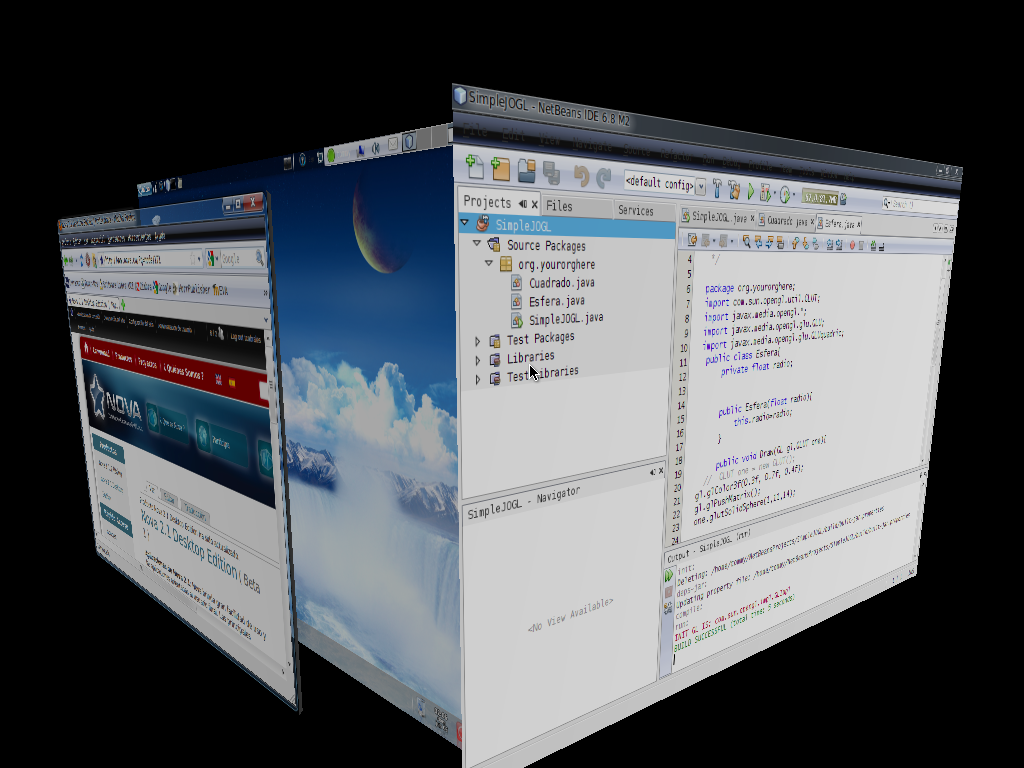
Efectos del Compiz en Nova 2.1

#### Características generales
Principales aplicaciones:
1. El navegador web Mozilla Firefox.
2. El cliente de mensajería instantánea Empathy.
3. El cliente de correo Mozilla Thunderbird.
4. El reproductor multimedia Totem.
5. El reproductor de música Rhythmbox.
6. El editor de videos PiTiVi.
7. El editor de imágenes F-Spot.
8. El cliente y gestor de archivos torrents Transmission.
9. El grabador de discos Brasero.
10. La suite ofimática OpenOffice.

Además el sistema incluye funciones avanzadas de seguridad y entre sus políticas se encuentra el no activar, de forma predeterminada, procesos latentes al momento de instalarse. Por eso mismo, no hay un firewall predeterminado, ya que no existen servicios que puedan atentar a la seguridad del sistema. Posee accesibilidad e internacionalización. El UTF-8 es el sistema de codificación de caracteres predeterminado.

#### Características técnicas
Los requisitos mínimos recomendados deberían permitir ejecutar una instalación de Nova, aunque por lo general, se puede ejecutar en hardware más antiguo de lo especificado, por lo que el rendimiento es menor. La mayoría de los usuarios (especialmente aquellos nuevos en Nova) tienen riesgo de acabar en frustración si ignoran estas sugerencias.
- Procesador: x86 de 1 GHz.
- Memoria RAM: 512 MB.
- Disco Duro: 5 GB (para una instalación completa con partición swap incluida).
- Tarjeta gráfica VGA y monitor capaz de soportar una resolución de 1024x768.
- Lector de CD-ROM o tarjeta de red.
- Tarjeta de sonido.
- Conexión a Internet.
- Chipset: Intel i915 o superior, excepto GMA 500.
- Tarjeta gráfica NVidia (con su controlador propietario).
- Tarjeta gráfica ATI (a partir del modelo Radeon HD 2000 pueden ser necesario el controlador propietario).

### Nova-2010-acm

#### Características
Las características y generales son iguales a las de la versión anterior.

### Nova 3.0

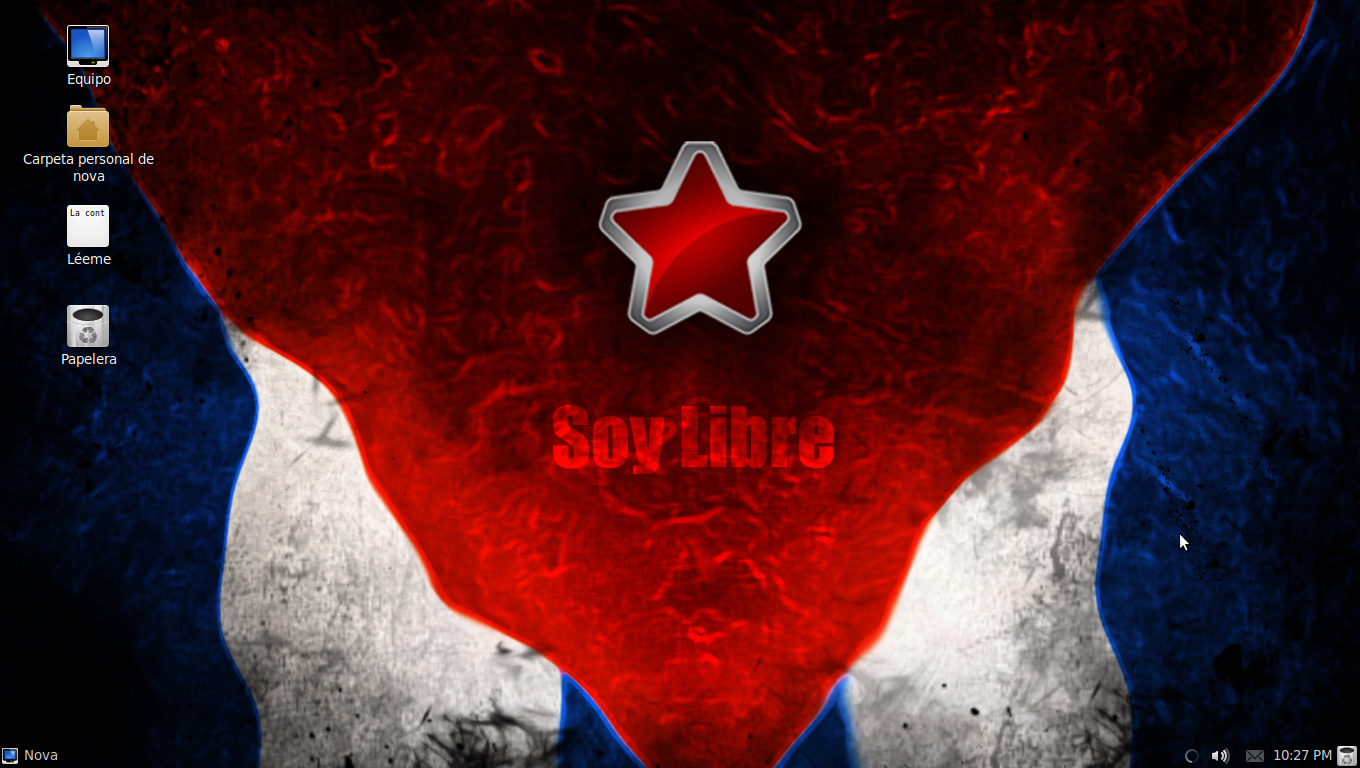
Pantalla principal de Nova Escritorio 3.0 (2011)
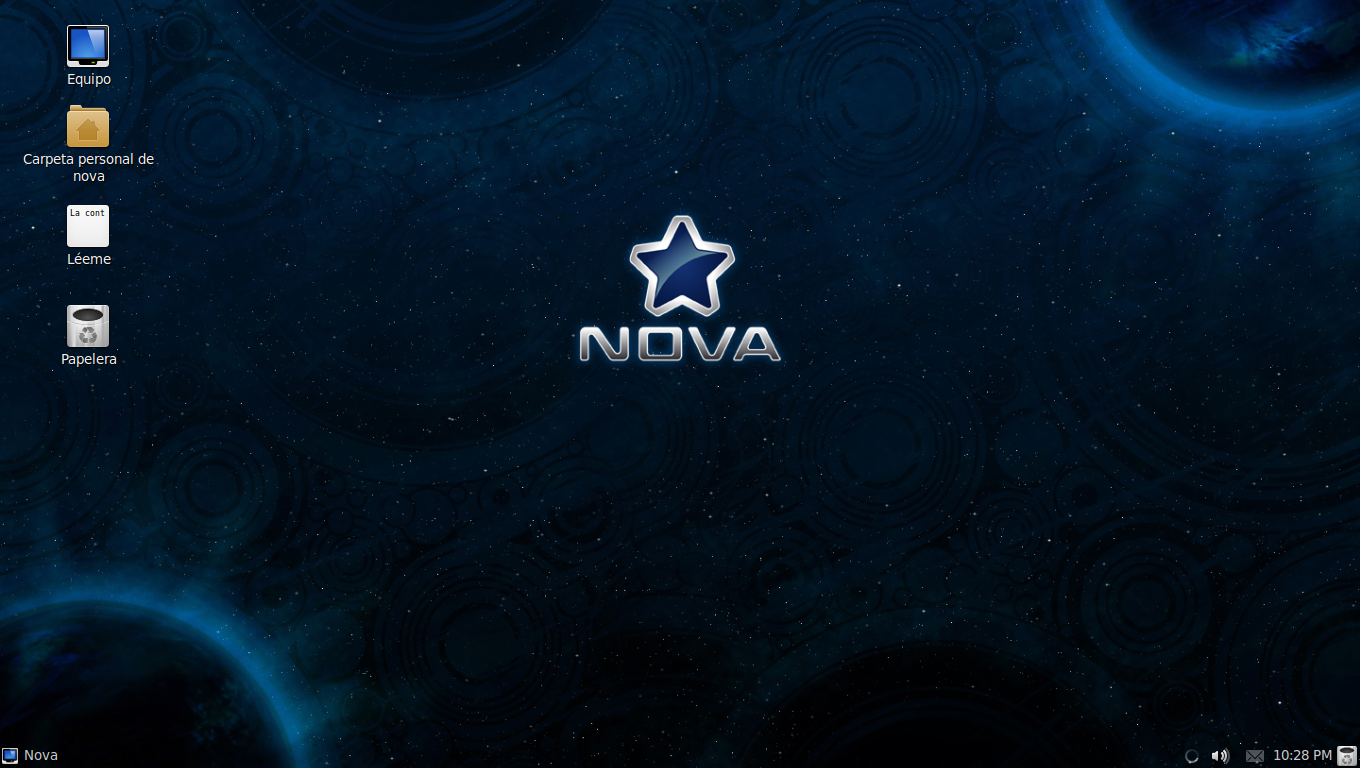
Pantalla principal de Nova Escritorio 3.0 (2011)

Fue presentada durante la Convención y Feria Informática 2011, realizada en el recinto ferial PABEXPO del Palacio de Conveciones de La Habana. Esta versión incluye tres variantes Nova Escritorio, Nova Servidores y Nova Ligero.
Nova Escritorio es usado para el trabajo común de navegación, reproducción de archivos de música y vídeo, ver imágenes en distintos formatos, labores de ofimática, y mensajería con una interfaz amigable. Es un sistema que garantiza una interacción intuitiva para minimizar el brusco cambio al que se enfrentan las personas que están familiarizadas con Windows. La versión Nova Servidores es la encargada de atender los servicios telemáticos comunes como servidores web y correo electrónico, centros de datos, redes y entornos de desarrollo. Esta versión presenta un nivel elevado de seguridad, rendimiento y estabilidad, y permite administrar los servicios mencionados de forma más sencilla. Nova Ligero es una versión destinada a computadoras con bajas prestaciones de hardware.

### Nova 4.0
Fue presentada durante la Convención y Feria Informática 2013, realizada en el recinto ferial PABEXPO del Palacio de Conveciones de La Habana. Esta versión incluye tres variantes Nova Escritorio, Nova Servidores y Nova Ligero. Se destacó principalmente por incluir dos entornos de escritorio para la versión Escritorio con variantes de GNOME, uno para usuarios y Windows y el otro para usuarios comunes.

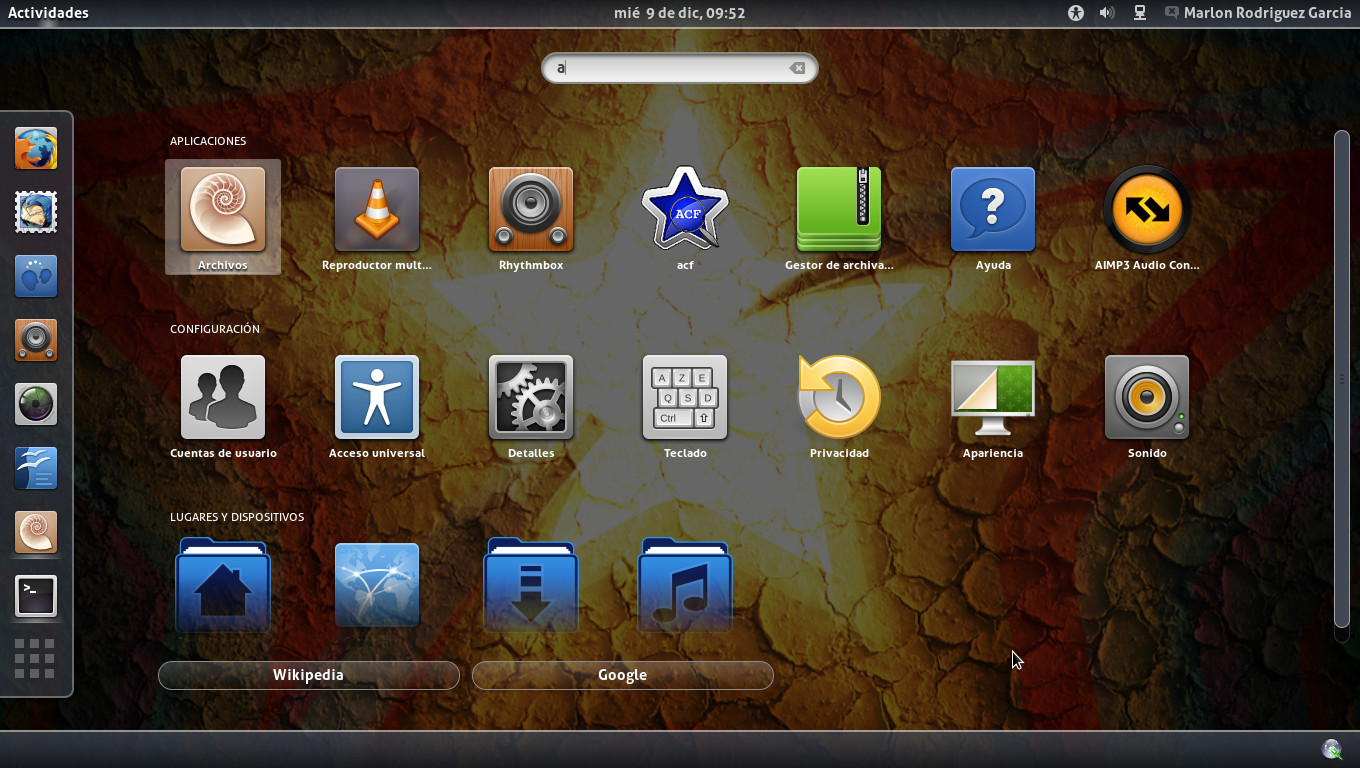
Pantalla principal de Nova Escritorio 4.0 (2013)
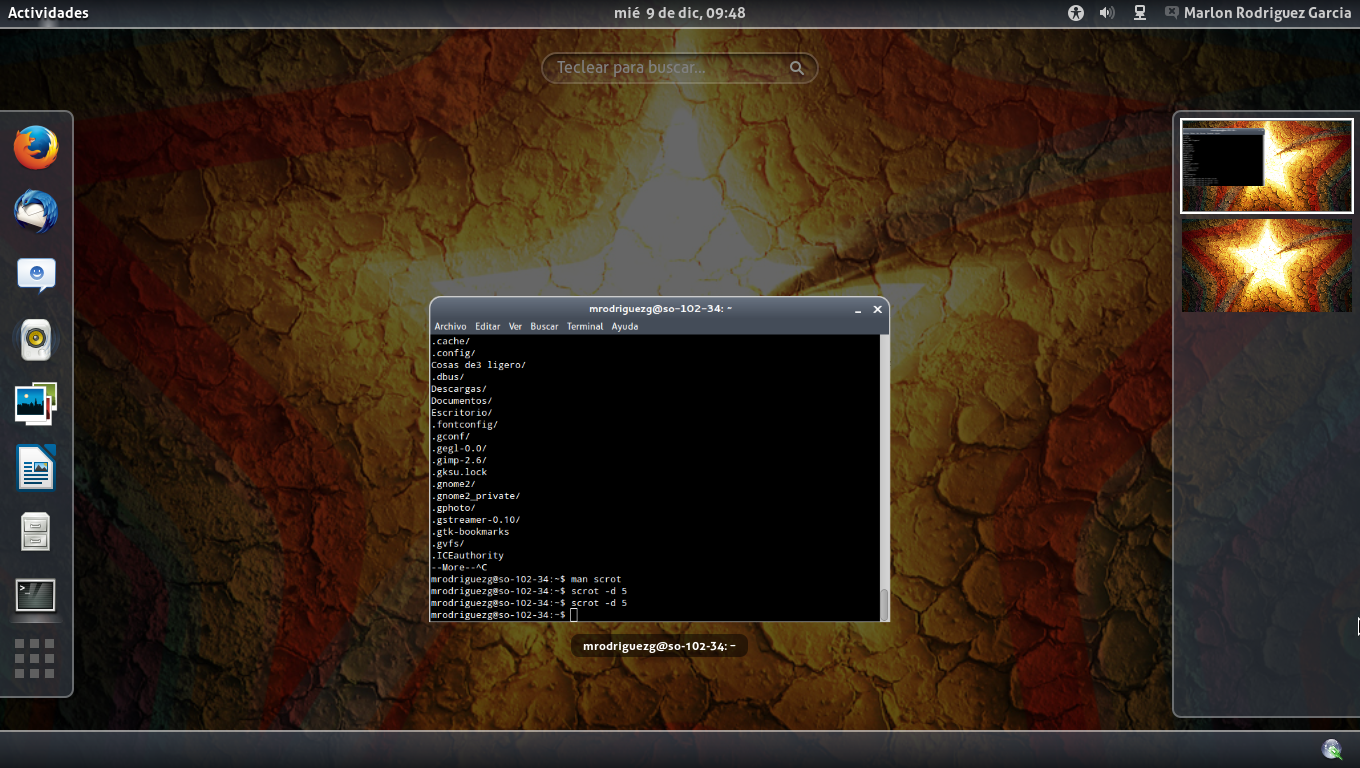
Pantalla principal de Nova Escritorio 4.0 (2013)

Nova Escritorio es usado para el trabajo común de navegación, reproducción de archivos de música y vídeo, ver imágenes en distintos formatos, labores de ofimática, y mensajería con una interfaz amigable. Es un sistema que garantiza una interacción intuitiva para minimizar el brusco cambio al que se enfrentan las personas que están familiarizadas con Windows. Cuenta con una interfaz especialmente enfocada a las personas que tienen problemas a la hora de migrar de Windows a Linux.

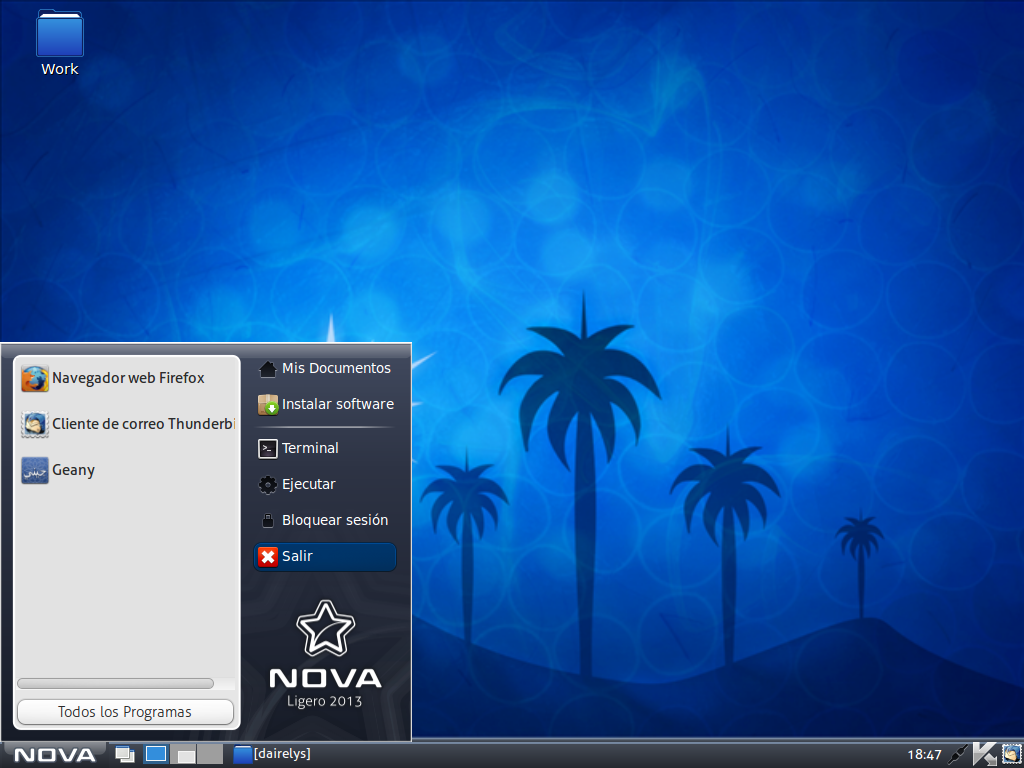
Pantalla principal de Nova Ligero 4.0 (2013)
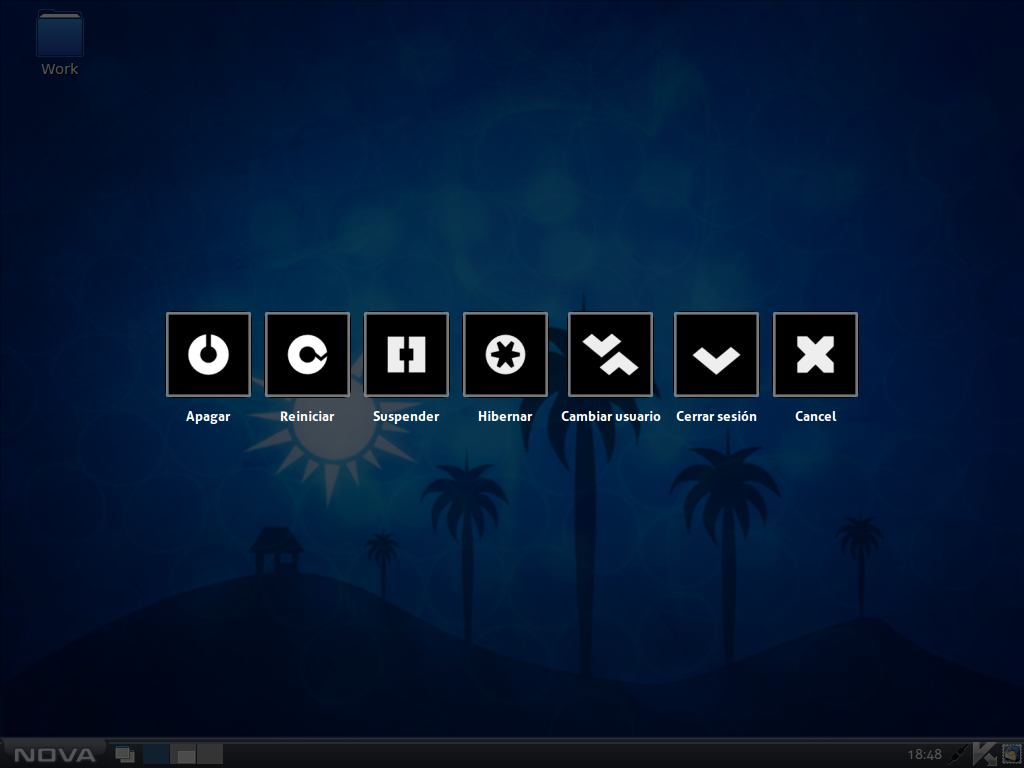
Pantalla de salida del sistema de Nova Ligero 4.0 (2013)

Se cuenta con una versión Nova Ligero para ejecutarse en computadoras de gama baja, es decir, con bajas prestaciones de harwdare. Ha sido probado hasta con 128 Mb de memoria RAM.
La versión Nova Servidores es la encargada de atender los servicios telemáticos comunes como servidores web y correo electrónico, centros de datos, redes y entornos de desarrollo. Esta versión presenta un nivel elevado de seguridad, rendimiento y estabilidad, y permite administrar los servicios mencionados de forma más sencilla. Nova Ligero es una versión destinada a computadoras con bajas prestaciones de hardware.

### Nova 5.0
Fue presentada durante la Convención y Feria Informática 2016, realizada en el recinto ferial PABEXPO del Palacio de Conveciones de La Habana. El lanzamiento contó con la presencia de la Dra. Miriam Nicado, rectora de la Universidad de las Ciencias Informáticas. Esta versión incluye las tres variantes Nova Escritorio, Nova Servidores y Nova Ligero.

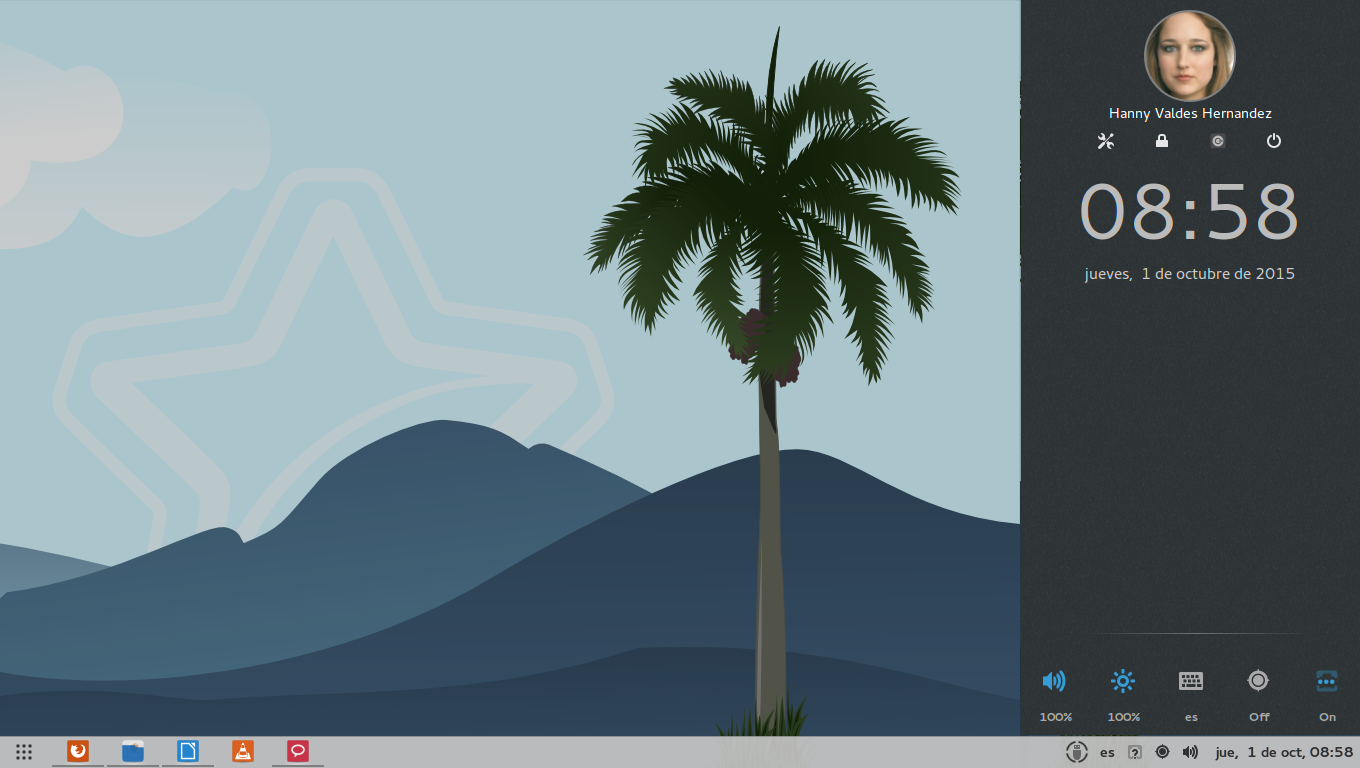
Pantalla principal de Nova Escritorio 5.0 (2015)
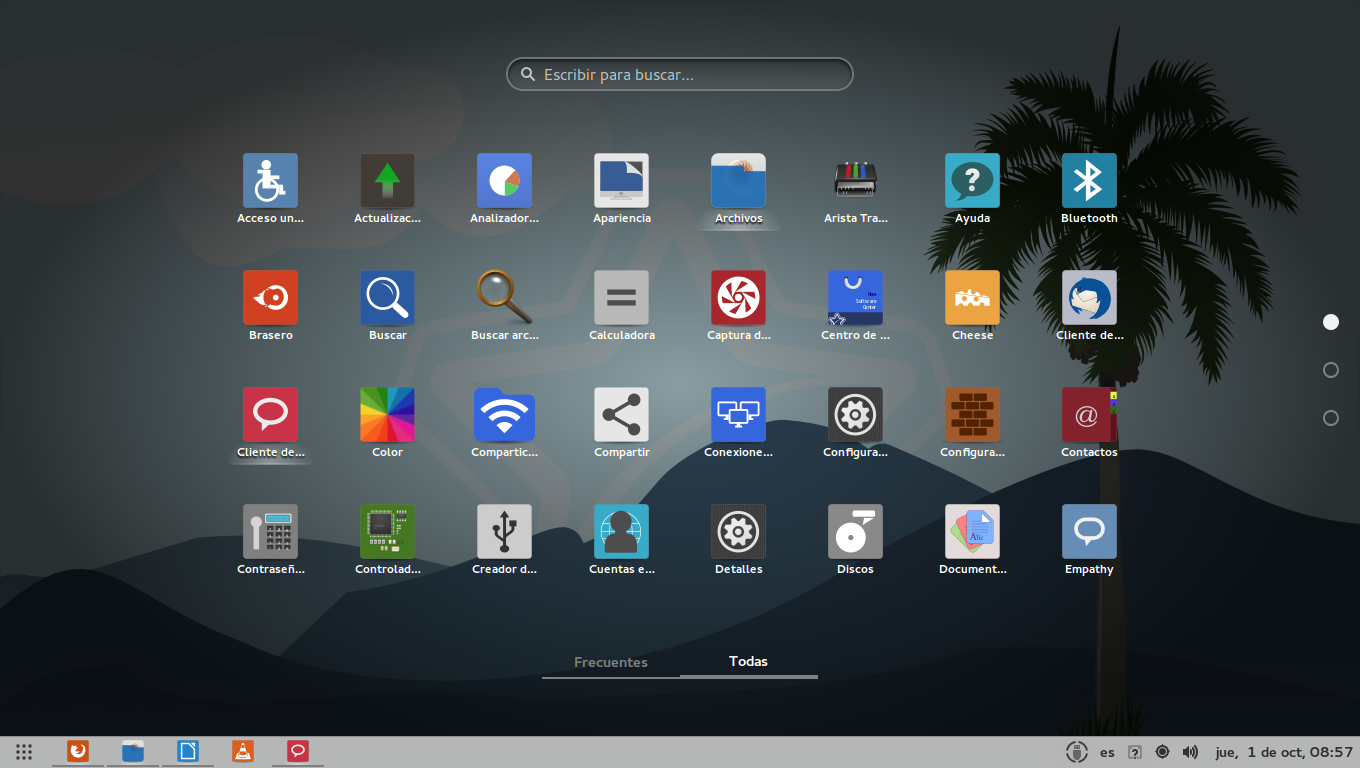
Aplicaciones del sistema en Nova Escritorio 5.0 (2015)
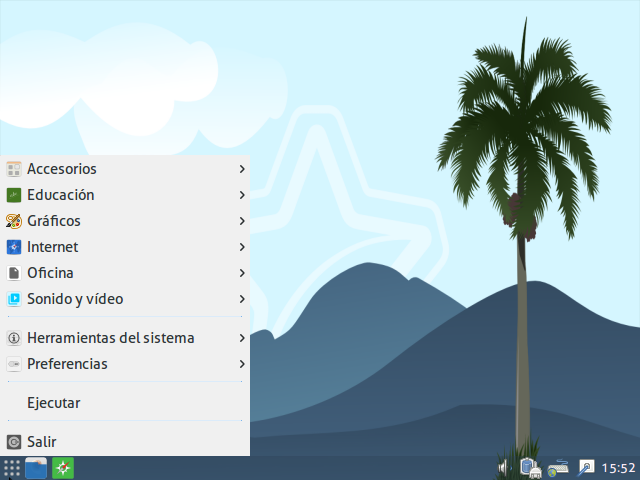
Pantalla principal de Nova Ligero 5.0 (2015)
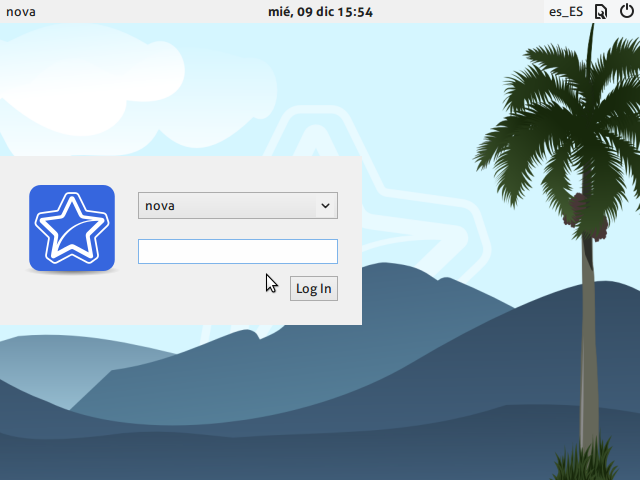
Pantalla de inicio de sesión de Nova Ligero 5.0 (2015)

## Otros Proyectos de Nova en desarrollo
- Guano: Entorno de Escritorio Ligero.
- Summon: Instalador de Aplicaciones.
- Serere: Sistema de instalación de Nova.
- Panel o Centro de Control de Nova.
- Capoeira y Ecumenix: Integración con Microsoft Windows.

### Guano
No está pensado como el entorno de escritorio predeterminado para Nova, sino como una opción para aquellas computadoras donde no se obtenga un buen rendimiento del sistema, o para aquellos usuarios que quieran tener un escritorio ligero y sencillo. Guano está diseñado basado en una arquitectura modular compuesta por un administrador de sesión (Guano-session), el manejador de ventanas (Openbox), el manejador de archivos (PCmanFM) y el panel (Xfce4-panel). Este tipo de estructura permite la inserción de nuevos componentes que se detecten en la amplia gama de proyectos libres que existen actualmente. El no partir de cero en ninguno de los módulos de Guano provee la facilidad de poder implementar nuevas funcionalidades según los requerimientos de los usuarios. Atendiendo a esto, las modificaciones realizadas a los proyectos originales se plantean siguiendo dos estándares: las especificaciones de Freedesktop y la HIG (Human Interface Guideline), las cuales marcan las pautas de un diseño amigable e intuitivo para las interfaces gráficas. Guano empezó a ser liberado a partir de febrero de 2009 y luego de esta fecha, fue publicada una versión estable junto con cada liberación de la distribución. A medida que el software se conozca en el público y se generen pedidos de inclusión de funcionalidades, el colectivo de desarrolladores dará respuesta a estos paulatinamente, siempre y cuando no vayan en contra de la política del entorno.

### Serere
A pesar de que existen muchas distribuciones con instaladores adecuados, por las características especiales del proyecto Nova, no es posible reutilizar ninguno de estos y por ello, un equipo dirigido por el Ingeniero Raydel Miranda Gómez, es el encargado de implementar y garantizar el buen funcionamiento del instalador. Dos años después del inicio de este equipo, se aplicaron técnicas de desarrollo como "Integración Continua" (CI) y Desarrollo dirigido por pruebas o TDD, por sus siglas en inglés, lo que permite, entre otras cosas, la colaboración de la comunidad. La versión 2.0 de Serere fue implementada contando con las siguientes características que la separan de la serie 1.x.
- El instalador tiene su propio sistema y correrá fuera del que se instalará.
- Cuenta con la posibilidad de instalar usando el espacio libre de un disco determinado.
- Reconocimiento de hardware.
- Uso de la herramienta Augeas para la edición de archivos de configuración.
- Uso de las librerías gráficas Qt.
- Correrá sobre framebuffer.
- Permite al usuario personalizar la instalación, escogiendo qué paquetes (de los disponibles) serán instalados en su sistema.

El uso de las librerías Qt, proporciona los controles QWizard y QWizardPage los cuales hacen obsoleta la idea de un framework para desarrollar las distintas vistas del instalador para hacerlo adaptable a las distintas personalizaciones de Nova.

### Panel o Centro de Control de Nova

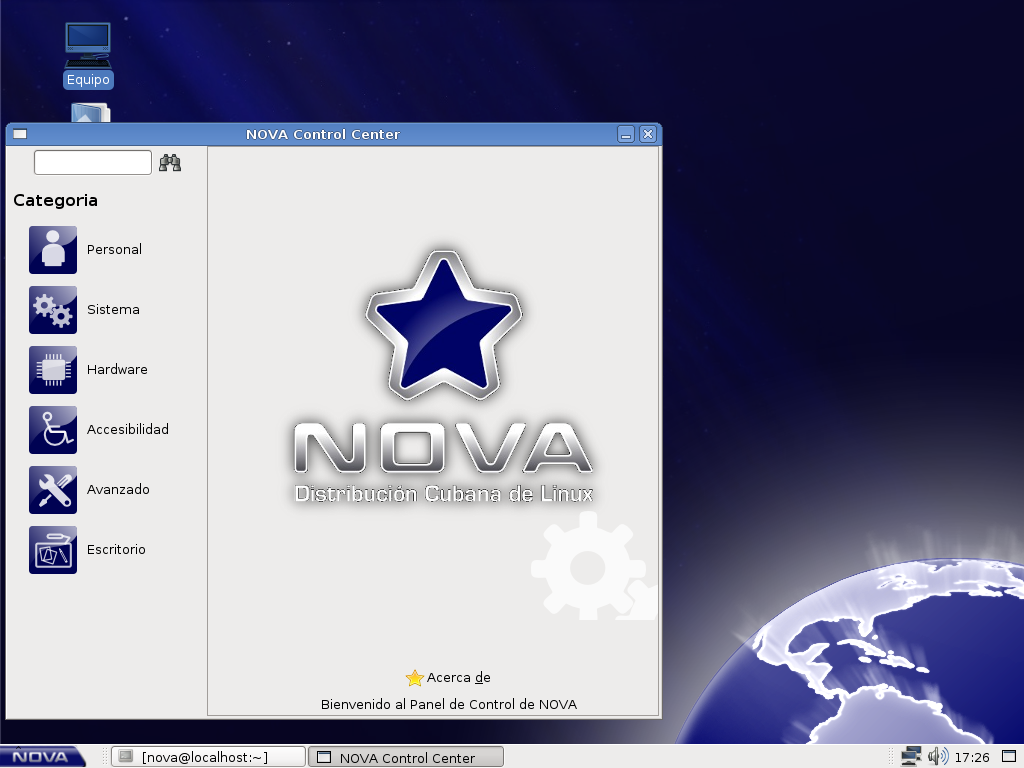
Centro de Control en Nova 1.1.2 (Baire)

Es una aplicación que permite incluir las herramientas administrativas y de configuración como Summon y Ecumenix junto a herramientas del entorno de escritorio Gnome. Desarrollado en su mayor parte en el lenguaje Python el Centro de control tiene la meta de aunar todas las nuevas aplicaciones que vayan surgiendo en el proyecto.

### EcumeniX
Es una herramienta orientada tanto a administradores de sistemas como a usuarios finales de escritorio. Programada en el lenguaje de programación Python, tiene la función de unir una computadora personal con el sistema operativo GNU/Linux a un dominio controlado por un Directorio Activo de Microsoft (Microsoft Active Directory).
Cuenta con una interfaz por línea de comandos, para el caso de servidores dedicados que carecen de interfaz gráfica de usuario (orientada fundamentalmente a administradores), y con un asistente visual construido sobre la biblioteca gráfica GTK, de fácil comprensión para el usuario común, y que también puede ser usada por los administradores de sistemas para facilitar sus tareas. EcumeniX en esencia automatiza un conjunto de procesos que en la práctica serían muy molestos y lentos de realizar. El conjunto de subsistemas, módulos y servicios que EcumeniX configura en el proceso de integración con el dominio de Directorio Activo son:
- Samba + Winbind.
- MIT Kerberos v5.
- Name Service Switch (NSS).
- Pluggable Authentication Modules (PAM).

Cada uno de estos componentes cumple tareas imprescindibles para el buen funcionamiento de todo el modelo de autenticación y autorización.
EcumeniX sigue en proceso de desarrollo. Las próximas funcionalidades a implementarle a corto plazo son:
- Detección automática de dominio usando Avahi (mDNS/DNS-SD).
- Selección flexible de servicios que se desean integrar al dominio a través de PAM (o todo el sistema, o por aplicaciones).
- Soporte de configuración para Firefox, Apache, Subversion, u otros, con el fin de integrarlos al dominio.
- Internacionalización.

En un mediano a largo plazo, será provisto soporte para distintos tipos de autenticación como:
- LDAP.
- Kerberos.
- LDAP + Kerberos.

### Capoeira
Es una herramienta visual integrada al administrador de archivos del entorno Gnome, Nautilus que permite compartir carpetas a través de Samba. Está implementada en los lenguajes de programación Python y C, el cual se usa en pequeñas partes del sistema operativo. Este software tiene como tareas el establecer en forma automática la configuración de Samba y fijar los permisos necesarios para el sistema de archivos subyacente.
Debido a que los permisos típicos de Unix, comúnmente conocidos como permisos UGO (usuario, grupo, otros), no son suficientes para garantizar que los permisos de Samba tengan sus homólogos en el sistema de archivos, Capoeira usa un sistema de permisos que es la Lista de Control de Acceso de Posix (Posix ACL). Las ACL son una extensión a los ya conocidos permisos básicos, permitiendo especificar el acceso para más de un usuario y para más de un grupo en cualquier fichero o directorio de un sistema de archivos que sea compatible con Posix, al estilo de NTFS en Windows. Esta herramienta combina los permisos provenientes del sistema de archivos y los provenientes de Samba, hacia una sola lista de control de acceso a la hora de mostrárselos al usuario, de forma que este ve los permisos efectivos reales que tiene sobre el directorio compartido.
La aplicación cuenta con facilidades de uso como búsqueda con compleción automática de nombres de usuario tanto locales como del dominio de uso, interfaz para visualizar todas las carpetas compartidas y acceder a sus opciones, límite de conexiones por carpeta, control de visibilidad de las carpetas, deshabilitar/habilitar compartidos, manejo sencillo de contraseñas, entre otras.

## Sitios de Descarga
Nova, al momento de escribir esta sección, está disponible en servidores de la Universidad de las Ciencias Informáticas de Cuba y del Consorcio Ecuatoriano para el Desarrollo del Internet Avanzado (CEDIA).